# Pseudoleptochelia provincialis
Pseudoleptochelia provincialis är en kräftdjursart som först beskrevs av Dollfus 1898.  Pseudoleptochelia provincialis ingår i släktet Pseudoleptochelia och familjen Leptocheliidae. Inga underarter finns listade i Catalogue of Life.